# Chantal Beltman
Chantal Herlindes Juliëtte Beltman (nascida em 25 de agosto de 1976) é uma ex-ciclista profissional holandesa, que alinhou para a equipe High Road Women, no ano de 2008. Em 2006, Beltman correu pela equipe Platteland. Conquistou uma medalha de prata no Campeonato Mundial de Estrada. Representou os Países Baixos nos Jogos Olímpicos de Verão de 2000 e Pequim 2008, na prova de estrada individual, terminando na 37ª e 47ª posição, respectivamente. É a irmã mais velha de Ghita Beltman, que é uma ex-ciclista.